# Rosario de Lerma
Rosario de Lerma – miasto w Argentynie, położone w południowej części prowincji Salta.

## Opis
W mieście znajduje się węzeł drogowy-RP23, RP36, RP77 i RP78, przebiega też linia kolejowa. Warto odwiedzić w Rosario de Lerma Park Evita.

## Demografia
.